# Saboria (Aldeia)
Saboria ist eine osttimoresische Aldeia im Suco Saboria (Verwaltungsamt Aileu, Gemeinde Aileu). 2015 lebten in der Aldeia 213 Menschen.

## Geographie
Von dem langgestreckten Suco Saboria bildet die Aldeia Saboria den Südteil. Nördlich liegt die Aldeia Lerulete, östlich und südlich der Suco Fahiria und westlich der Suco Aissirimou. Die Grenze zu Aissirimou bildet der Fluss Berecali, die Grenze zu Fahiria zum Teil der Huituco. An der Südwestspitze vereinigen sich die Flüsse zum Mumdonihun. Die Flüsse gehören zum System des Nördlichen Laclos.
Am Zusammentreffen der Flüsse liegt das Dorf Saboria. Etwas weiter nördlich liegt am Ufer des Berecali eine weitere kleine Siedlung. Die beiden Orte sind durch eine kleine Straße miteinander verbunden. Die von Osten kommende Straße teilt sich im Dorf Saboria. Eine Straße geht in Richtung des Dorfes Uaho in Aissirimou, eine in Richtung Sidole in Fahiria und die dritte nach Südwesten in Richtung der Gemeindestadt Aileu. Alle drei Straßen überqueren die Flüsse über Furte. Der Wasserstand variiert stark im Wechsel zwischen Trocken- und Regenzeit.

## Einrichtungen
Im Dorf Saboria steht die Kapelle Nain Feto Sadia Ami (deutsch „Unserer Lieben Frau der Gnaden“), die Grundschule Saboria (portugiesisch Escola Primaria Saboria) und der Sitz des Sucos Saboria.

## Politik
2023 wurde Antonio Soares zum Chefe de Aldeia gewählt.